# Эстрада, Хуан Хосе
Хуа́н Хосе́ Эстра́да (исп. Juan José Estrada; 28 ноября 1963, Тихуана — 21 июня 2015, там же) — мексиканский боксёр легчайших весовых категорий, выступал на профессиональном уровне в период 1983—1994 годов. Владел титулами чемпиона мира по версии ВБА (1988—1989) и интернационального чемпиона по версии ВБС (1987—1988).

## Биография
Хуан Хосе Эстрада родился 28 ноября 1963 года в Тихуане.
На профессиональном ринге дебютировал в августе 1983 года в возрасте девятнадцати лет, своего первого соперника Виктора Куэваса нокаутировал в первом же раунде. В течение полугода одержал восемь побед подряд, все досрочно в первом или втором раундах. Первое в карьере поражение потерпел в марте 1983 года от малоизвестного боксёра Сальвадора Канедо — уже в начале боя Эстрада получил серьёзное рассечение над левым глазом, и рефери был вынужден остановить поединок, засчитав технический нокаут. В дальнейшем Эстрада довольно часто выходил на ринг и к концу 1987 года имел в послужном списке 30 побед и семь поражений. В этот момент он стал претендентом на титул интернационального чемпиона в легчайшем все по версии Всемирного боксёрского совета (ВБС), в своём первом титульном бою взял верх над соотечественником Раулем Вальдесом и завоевал тем самым чемпионский пояс.
В 1988 году Эстрада защитил титул интернационального чемпиона ВБС в противостоянии с филиппинцем Луисито Эспиносой и благодаря череде удачных выступлений был признан претендентом на титул чемпиона мира во втором легчайшем весе по версии Всемирной боксёрской ассоциации (ВБА), который на тот момент принадлежал серебряному призёру Олимпийских игр и Венесуэлы Бернардо Пиньянго. Венесуэлец продержался на ринге все двенадцать раундов, но в итоге все трое судей отдали победу Эстраде.
Полученный чемпионский пояс ВБА Хуан Хосе Эстрада сумел защитить три раза — им были побеждены японец Такуя Мугурума, венесуэлец Хесус Полл и колумбиец Луис Мендоса. Лишился титула в декабре 1989 года во время четвёртой защиты, встретившись с представителем США Хесусом Салудом. Впоследствии ещё три раза выходил на ринг, но все три боя проиграл, в частности последний в профессиональной карьере бой провёл в мае 1994 года, проиграв техническим нокаутом малоизвестному соотечественнику Франсиско Вальдесу. Всего за десятилетнюю боксёрскую карьеру провёл 47 боёв, из них 36 окончил победой (в том числе 30 досрочно) и 11 поражением (4 досрочно).
После завершения спортивной карьеры имел проблемы с законом, в 2005 году был признан виновным по делу, связанному с оборотом наркотиков, и приговорён к тюремному заключению. Освободившись, работал уборщиком мусора в Тихуане.
Убит 21 июня 2015 года в ходе семейной ссоры (получил четыре ножевых ранения и скончался до приезда скорой помощи).